# Geir Digerud
Geir Digerud (19 maja 1956 w Oslo) – norweski kolarz szosowy, brązowy medalista mistrzostw świata.

## Kariera
Największy sukces w karierze Geir Digerud osiągnął w 1979 roku, kiedy wspólnie z Mortenem Sætherem, Josteinem Wilmannem i Hansem Petterem Ødegårdem zdobył brązowy medal w drużynowej jeździe na czas na mistrzostwach świata w Valkenburgu. Był to jednak jedyny medal wywalczony przez niego na międzynarodowej imprezie tej rangi. Na tych samych mistrzostwach zajął dwunaste miejsce w wyścigu ze startu wspólnego amatorów. W 1976 roku wystartował na igrzyskach olimpijskich w Montrealu, gdzie w drużynie był ósmy, a w wyścigu ze startu wspólnego zajął 55. miejsce. Ponadto w 1980 roku zwyciężył w klasyfikacji generalnej austriackiego Österreich-Rundfahrt oraz zajął trzecie miejsce we włoskim Giro del Friuli, a rok później był trzeci w Trofeo Baracchi. Kilkakrotnie zdobywał medale mistrzostw krajów nordyckich, w tym cztery złote. Jest też wielokrotnym medalistą mistrzostw Norwegii, w tym dziewięciokrotnie stawał na najwyższym stopniu podium.